# Isostichopus badionotus
Isostichopus badionotus е вид морска краставица от семейство Stichopodidae. Видът не е застрашен от изчезване.

## Разпространение и местообитание
Разпространен е в Американски Вирджински острови, Ангуила, Антигуа и Барбуда, Аруба, Асенсион и Тристан да Куня, Барбадос, Бахамски острови, Белиз, Бермудски острови, Бонер, Бразилия, Британски Вирджински острови, Венецуела, Габон, Гваделупа, Гватемала, Гвиана, Гренада, Доминика, Доминиканска република, Екваториална Гвинея, Кайманови острови, Камерун, Колумбия, Коста Рика, Куба, Кюрасао, Мартиника, Мексико, Монсерат, Нигерия, Никарагуа, Остров Света Елена, Панама, Пуерто Рико, Саба, Сао Томе и Принсипи, САЩ, Свети Мартин, Сейнт Винсент и Гренадини, Сейнт Китс и Невис, Сейнт Лусия, Сен Бартелми, Сен Естатиус, Синт Мартен, Суринам, Тринидад и Тобаго, Търкс и Кайкос, Френска Гвиана, Хаити, Хондурас и Ямайка.
Обитава крайбрежията и пясъчните и скалисти дъна на океани, морета, заливи и рифове в райони с тропически и умерен климат. Среща се на дълбочина от 2 до 274 m, при температура на водата от 12,6 до 27,6 °C и соленост 35,2 – 36,6 ‰.